# Шинкарук Володимир Максимович
Шинкару́к Володи́мир Макси́мович (* 15 листопада 1938) — депутат Верховної Ради України І скликання (1990—1994), заслужений агроном України. Його внук - український письменник Вадя Ротор.

## Біографія
Народився 15 листопада 1938 року, в селі Коржова Уманського району Черкаської області, в сім'ї селян. Батько — Максим Якович Шинкарук. Мати — Надія . Українець.
Школу закінчив у селі Дубова, що межує з Коржовою, зі срібною медаллю. У 1957 році вступив до Уманського сільськогосподарського інституту ім. О. М. Горького, вчений агроном. Після закінчення, з 1962 р. — головний агроном колгоспу ім. Горького Кривоозерського району Миколаївської області. З 1964 р. — головний агроном колгоспу ім. Свердлова Кривоозерського району.
З 1972 року — старший агроном-меліоратор Кривоозерського районного управління сільського господарства. У 1973 році призначений головним агрономом колгоспу «Заповіт Ілліча» Кривоозерського району Миколаївської області і залишався ним до обрання народним депутатом у 1990 р.
За трудові досягнення на цих посадах Володимиру Максимовичу присвоєно звання «Заслужений агроном УРСР».
Обраний народним депутатом Кривоозерської селищної, районної та Миколаївської обласної та міської Рад, В. М. Шинкарук турбувався як про аграрний сектор області, так і про її культурний розвиток. Зокрема, він поповнив експозицію Миколаївського краєзнавчого музею десятьма експонатами, серед яких — виданий йому 1978 р. Диплом ІІІ ступеню ВДНГ УРСР і знак до цього Диплому, почесна грамота від газети «Южная правда», видана 1983 р., дві почесні грамоти Кривоозерського райкому КПУ, видані відповідно у 1975 і 1982 р., а також фото і книги, написані ним — наукові праці «Сучасні сорти пшениці» та «Основи хімізації землеробства».
Висунутий кандидатом у Народні депутати трудовим колективом колгоспу «Заповіт Ілліча». 16 березня 1990 обраний Народним депутатом України (тоді ще УРСР), Доманівський виборчий округ № 289, 2-й тур 57,55 % голосів, 6 претендентів. Дата прийняття депутатських повноважень: 15 травня 1990 р., дата припинення депутатських повноважень: 10 травня 1994 р.
В. М. Шинкарук стоїть біля витоків державності України. Зокрема, він 16 липня 1990 року проголосував за ухвалення Верховною Радою УРСР Декларації про державний суверенітет України, постанову «Про День проголошення незалежності України», яким тоді було проголошено 16 липня 1990 року, згодом, 24 серпня 1991 року В. М. Шинкарук голосував за ухвалення Верховною Радою Акту проголошення незалежності України, і згодом, 20 лютого 1992 року — за ухвалення Верховною Радою України постанови «Про День незалежності України», яким було проголошено 24 серпня.
Входив до депутатської групи «Земля і воля». 28 червня 1990 р. обраний членом Комісії ВР УРСР з питань відродження та соціального розвитку села. Автор багатьох законодавчих ініціатив.
Був членом правління колгоспу «Заповіт Ілліча», у 1990-х роках, після депутатства, був в.о. голови колгоспу та заступником голови.
Автор наукових статей і праць із сільського господарства, зокрема книг «Сучасні сорти пшениці» та «Основи хімізації землеробства».
Ветеран праці, заслужений агроном України. Нагороджений трьома медалями і багатьма почесними грамотами, серед яких — видана у 1982 р. за активну участь у соцзмаганні за збільшення обсягів вироблення сільгосппродукції, видана у 1986 р. за досягнуті успіхи у соцзмаганні серед спеціалістів сільського господарства Кривоозерського району, видана у 1989 р. за перемогу у соцзмаганні за звання «найкращий за професією» за підсумками третього року п'ятирічки та іншими. Також має спортивні відзнаки, зокрема грамоту за І місце з кульової стрільби у першості колгоспу «Заповіти Ілліча».
Одружений, має двох дітей і трьох онуків. Жінка — Лідія Іванівна, за освітою вчений агроном, працювала бухгалтером.
Старша дочка, Антоніна, після успішного закінчення школи (з золотою медаллю) отримала вищу академічну освіту — закінчила Українську національну сільськогосподарську академію в м. Києві, зараз має власний бізнес.
Молодша дочка, Ольга, після відмінного закінчення школи, отримала три вищих освіти — закінчила Миколаївський державний педагогічний інститут імені Белінського (філолог), з відмінними результатами закінчила Українську Академію державного управління при Президентові України (магістр державного управління), також отримала диплом з відзнакою Дипломатичної Академії України при Міністерстві закордонних справ України (магістр міжнародних відносин, право зовнішніх зносин), дипломат.
Онуки — Вадим, Леся та Андрій.
Вадим Шинкарук — після закінчення гімназії № 117 ім. Лесі Українки в м. Києві навчався у Туркменському державному педагогічному інституті ім. Азаді в Ашхабаді та Київському славістичному університеті (філолог). Письменник, перекладач, відомий під псевдонімом Вадя Ротор.
Леся Українська — після закінчення школи з медаллю, закінчила Одеський державний медичний інститут, отримує другу вищу освіту, працює лікарем.
Андрій Пожарницький — має вищу освіту (геолог), директор торговельної мережі «Олеся».
Хобі В. М. Шинкарука — рибальство, садівництво, читання, стрільба.